# La Roche-Clermault
La Roche-Clermault is een gemeente in het Franse departement Indre-et-Loire (regio Centre-Val de Loire) en telt 525 inwoners (2004). De plaats maakt deel uit van het arrondissement Chinon.

## Geografie
De oppervlakte van La Roche-Clermault bedraagt 18,2 km², de bevolkingsdichtheid is 28,8 inwoners per km².

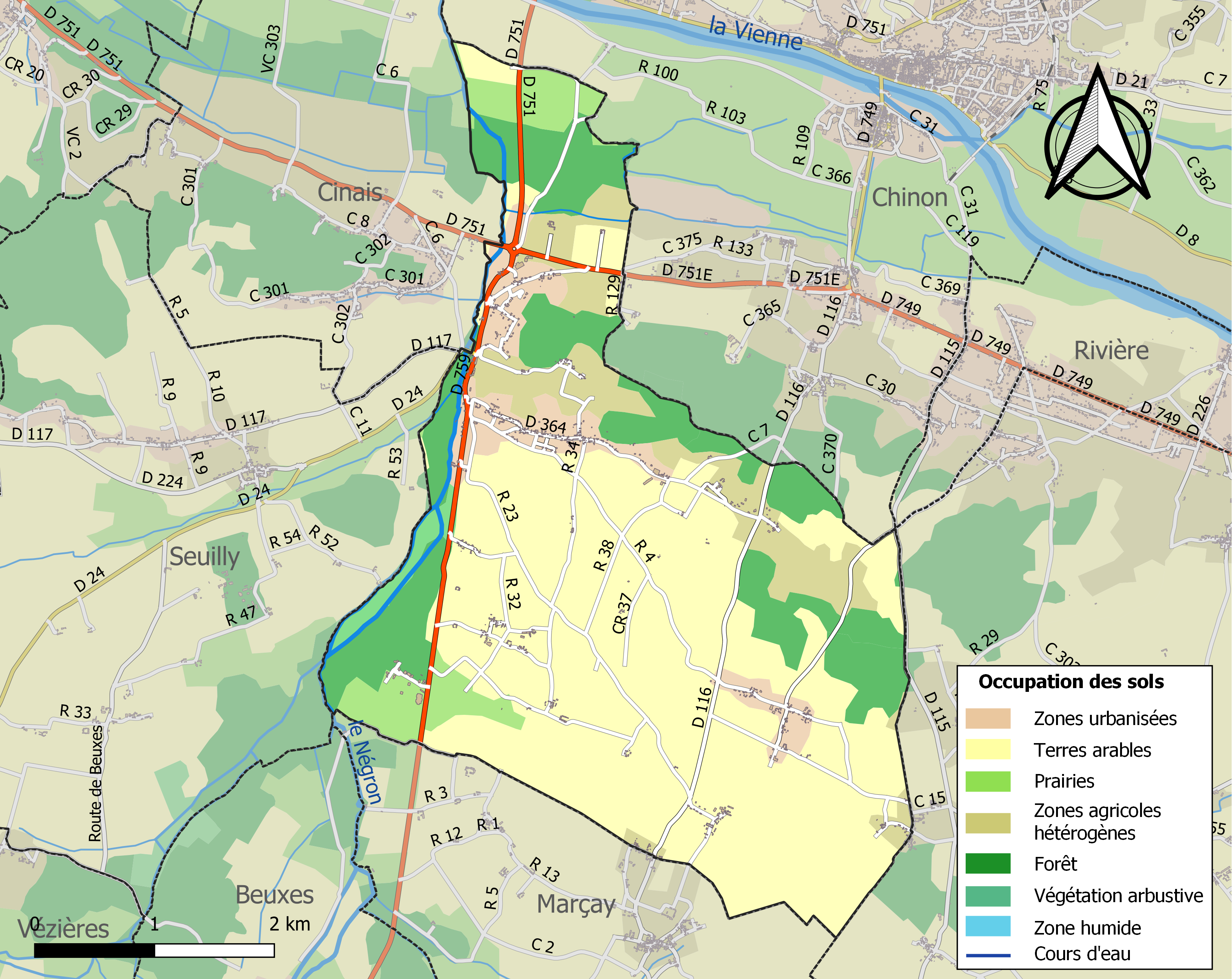
Kaart van de gemeente met de belangrijkste infrastructuur, bodemgebruik en omliggende gemeenten

## Demografie
Onderstaande figuur toont het verloop van het inwonertal (bron: INSEE-tellingen).